# Stéphane Pétilleau
Stéphane Pétilleau (Château-du-Loir, 17 februari 1971) is een Frans voormalig wielrenner.

## Belangrijkste overwinningen
1995
Duo Normand (met Emmanuel Magnien)
1999
Eindklassement Boucles de la Mayenne
2000
Eindklassement Boucles de la Mayenne
2001
Prix d'Armorique
2003
- Grand Prix des Marbriers

2005
Tour du Tarn-et-Garonne
3e etappe Ronde van Normandië
2e etappe Ruban Granitier Breton
Eindklassement Ruban Granitier Breton
2e etappe Route du Sud
2006
4e etappe Ster van Bessèges

## Resultaten in voornaamste wedstrijden
| Jaar | Ronde van Italië | Ronde van Frankrijk | Ronde van Spanje |
| ---- | ---------------- | ------------------- | ---------------- |
| 1995 | buiten tijd      |                     |                  |
| 1996 | 55e              |                     |                  |
| 1997 |                  |                     | opgave           |
| 1998 |                  |                     | buiten tijd      |

| Jaar | Clásica San Sebastián |
| ---- | --------------------- |
| 1995 | 145e                  |
| 1998 | 131e                  |